# 亀崎新田町
亀崎新田町（かめざきしんでんちょう）は、愛知県半田市の地名。

## 地理
半田市北部に位置する。東から北は州の崎町、西は亀崎大洞町、南は亀崎北浦町に接する。

## 歴史

### 人口の変遷
国勢調査による人口および世帯数の推移。
| 2000年（平成12年） | 14世帯 47人 |  |
| 2005年（平成17年） | 14世帯 43人 |  |
| 2010年（平成22年） | 25世帯 62人 |  |
| 2015年（平成27年） | 26世帯 58人 |  |
| 2020年（令和2年）  | 18世帯 48人 |  |

### 沿革
- 1957年（昭和32年） - 半田市亀崎の一部により、同市亀崎新田町が成立[2]。
- 1967年（昭和42年） - 一部が州の崎町となる[2]。

## 交通
- 愛知県道西尾知多線[1]

## 施設
- 神明社[1]

### WEB
1. ↑  “愛知県半田市の町丁・字一覧”.   人口統計ラボ. 2023年11月25日閲覧。
2. 1 2  総務省統計局 (2022年2月10日). “令和2年国勢調査の調査結果(e-Stat) - 男女別人口，外国人人口及び世帯数－町丁・字等” (CSV). 2023年8月2日閲覧。
3. ↑  “愛知県半田市の郵便番号一覧”.   日本郵便. 2023年11月25日閲覧。
4. ↑  “市外局番の一覧” (PDF).   総務省 (2022年3月1日). 2022年3月22日閲覧。
5. ↑  総務省統計局 (2014年5月30日). “平成12年国勢調査の調査結果(e-Stat) - 男女別人口及び世帯数 －町丁・字等” (CSV). 2021年7月20日閲覧。
6. ↑  総務省統計局 (2014年6月27日). “平成17年国勢調査の調査結果(e-Stat) - 男女別人口及び世帯数 －町丁・字等” (CSV). 2021年7月21日閲覧。
7. ↑  総務省統計局 (2012年1月20日). “平成22年国勢調査の調査結果(e-Stat) - 男女別人口及び世帯数 －町丁・字等” (CSV). 2021年7月21日閲覧。
8. ↑  総務省統計局 (2017年1月27日). “平成27年国勢調査の調査結果(e-Stat) - 男女別人口及び世帯数 －町丁・字等” (CSV). 2021年7月21日閲覧。

### 書籍
1. 1 2 3 4  「角川日本地名大辞典」編纂委員会 1989, p. 1817.
2. 1 2  「角川日本地名大辞典」編纂委員会 1989, p. 432.